# Centre des arts Juliette-Lassonde
Le Centre des arts Juliette-Lassonde est un complexe culturel situé à Saint-Hyacinthe au Québec, Canada.

## Espace culturel
Le Centre des arts Juliette-Lassonde se situe dans la région montérégienne. Il peut accueillir les artistes professionnels, la communauté artistique locale en arts de la scène et tous les créneaux artistiques ainsi que la communauté en général. Il dessert particulièrement la municipalité régionale de comté Les Maskoutains regroupant une population de 80 000 habitants. Plusieurs artistes d'envergure nationale et internationale s'y sont produits; on compte notamment Salvatore Adamo, Gary Kurtz, Oliver Jones, Roch Voisine, André-Philippe Gagnon, Michel Rivard, l'Orchestre symphonique de Montréal, Stéphane Rousseau, Richard Desjardins, Zachary Richard, Claude Dubois, Isabelle Boulay, Jorane, Édith Butler, Richard Séguin, Angèle Dubeau, Pascale Picard, Vincent Vallières, Luce Dufault, Marco Calliari, Kevin Parent, etc.

### Historique
Dès 1990, la ville de Saint-Hyacinthe fait des sondages et des consultations auprès de la population. Lors de l'année des célébrations du 250e anniversaire de la fondation de la ville en 1998, le projet de « la Cité du XXIe siècle» relance l'idée d'une salle de spectacles au centre-ville, pour répondre aux besoins des organismes culturels locaux et régionaux. La construction de la salle de spectacles fut entamée en 2004 avec l'aval du ministère de la Culture et des Communications du Québec (MCCQ) et se terminait en décembre 2005.
Le Centre des arts Juliette-Lassonde fut nommé en l'honneur de Juliette Lassonde, mère de quatre enfants: 
- Pierre Lassonde, président de Newmont Mining, la plus importante société productrice d’or au monde et qui a aussi donné son nom aux Pavillons Lassonde de l'École polytechnique de Montréal,
- le juge Michel Lassonde de la chambre civile de la Cour du Québec,
- le Dr Jean Lassonde, spécialiste au Centre hospitalier Maisonneuve-Rosemont et
- Louise Lassonde, résidente de Genève, en Suisse.

Juliette Lassonde était une journaliste gastronomique au journal Le Clairon, au Le Courrier de Saint-Hyacinthe ainsi qu'à la Revue du lundi. Elle était membre de la Fédération internationale de la presse gastronomique-vinicole et touristique et membre du Cercle des femmes journalistes. Juliette Lassonde est décédée le 31 juillet 2005 à l’âge de 91 ans.

### Investissements
Le coût de la construction de la salle de spectacles s'éleva à 12 millions de dollars. Son financement fut assuré aux deux tiers par les paliers gouvernementaux fédéral et provincial, un tiers par la Ville de Saint-Hyacinthe et les dons privés réunis par une campagne de financement. L'investissement comprenait également les équipements techniques de la salle qui sont parmi les meilleurs sur le plan de la qualité acoustique et technique au Québec.
M. André H. Gagnon et son épouse, Mme Lucie Amaël Gagnon, ont été les coprésidents de la campagne de financement. Leur leadership ainsi que la conviction profonde de M. André H. Gagnon pour la réalisation de la salle au Centre-Ville stimula la communauté à s’y investir avec force.

### Architecture
Le Centre des arts Juliette-Lassonde a été conçu par la firme Dan Sergiu Hanganu architectes, à qui l'on doit également le Musée Pointe-à-Callière ainsi que certains pavillons de l’université de Montréal, a été choisie à la suite d'un concours d’architecture provincial.
L’insonorisation de la salle principale est faite à l'entrée par un sas, ainsi que par le revêtement des murs en boiserie. La partie basse du bâtiment du Centre des arts est en maçonnerie légère et la partie du haut est en acier galvanisé peint de différentes couleurs.

## Espaces publics

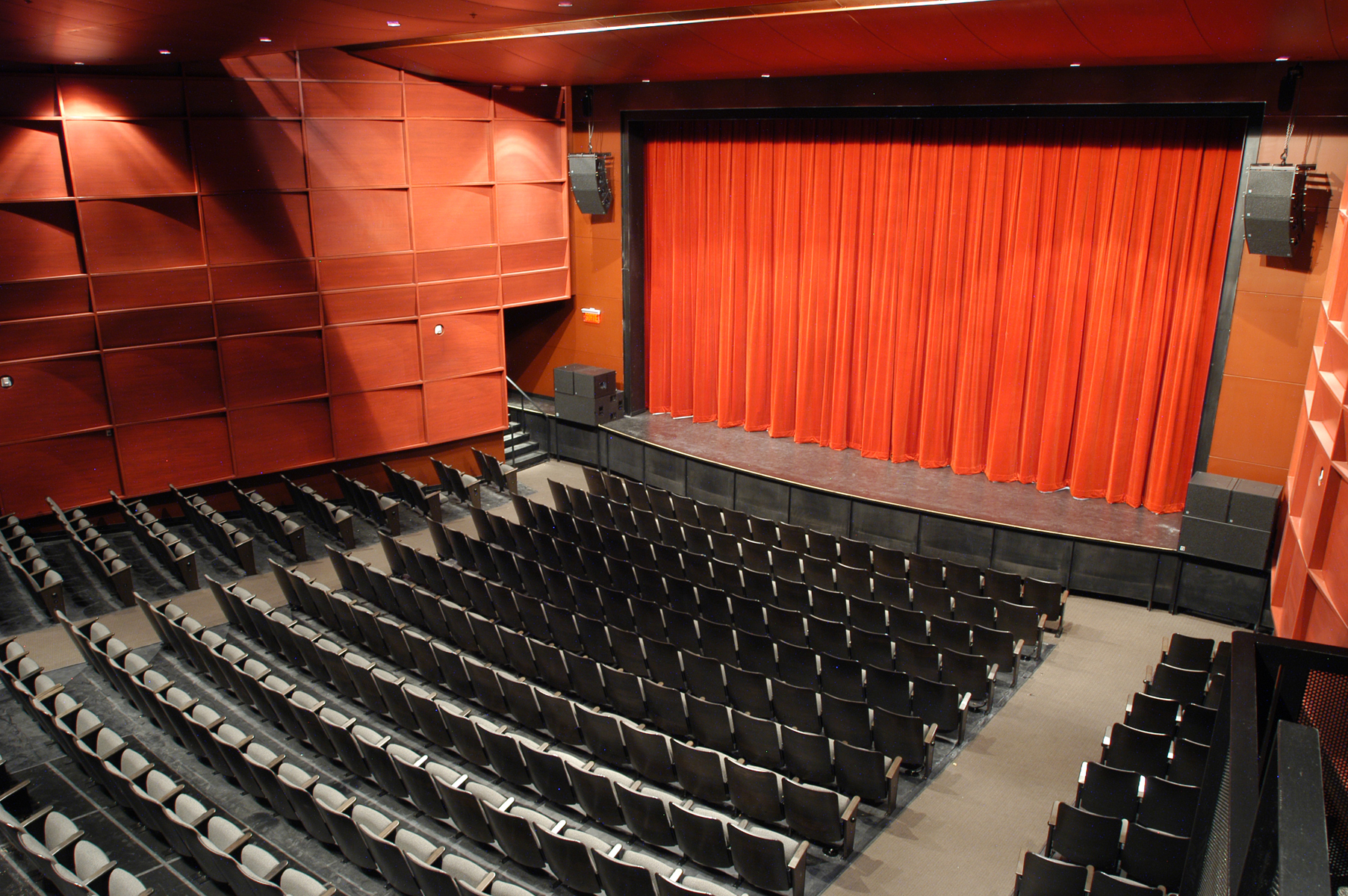
La salle Desjardins

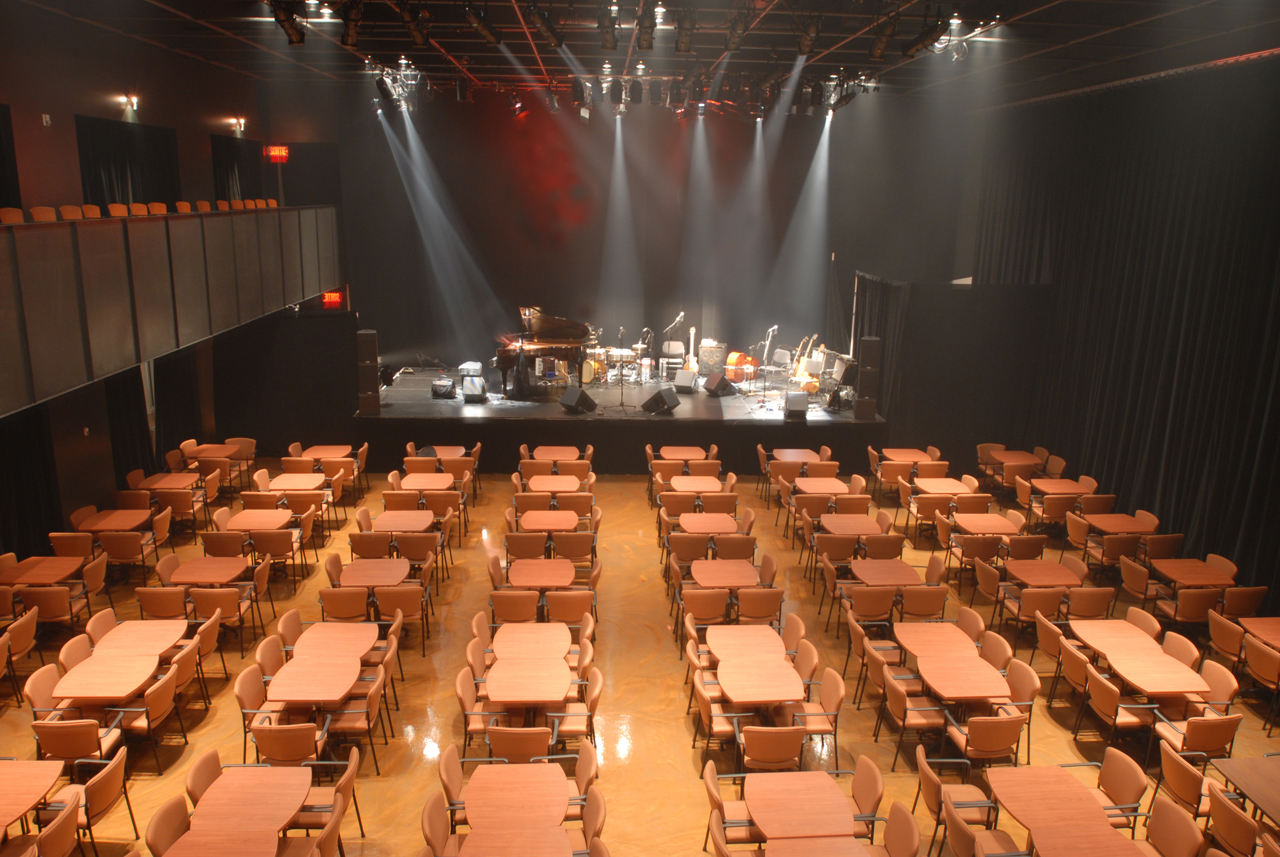
L'Espace RONA

- La Salle Desjardins « à l'italienne » est étudiée pour son confort et son acoustique haut de gamme. On y retrouve notamment un équipement technique de haute performance ainsi qu'un piano YAMAHA modèle CFIIIS d'une longueur de 4 mètres. La salle possède des points d’ancrage permettant d’accueillir des productions à grand déploiement comme un cirque. La surface de la scène est faite de bois résiliant recouvert de linoleum noir. La salle comprend 700 places dont quatre loges au balcon et elle peut accueillir tous les publics. Le Mouvement Desjardins en est le principal commanditaire[2].
- Cabaret André-H.-Gagnon, un espace multifonctionnel, est la deuxième salle du Centre des arts Juliette-Lassonde. Elle sert également de foyer d'accueil pour les spectacles qui ont lieu à la salle Desjardins. D’une superficie de 696 mètres carrés avec une mezzanine, elle peut accueillir jusqu’à 700 personnes en configuration « debout » et 336 personnes assises en « formule cabaret ». Elle possède sa propre loge pour recevoir les artistes qui s'y produisent. La salle est munie d'un piano Yamaha Disklavier modèle DC3M4T d'une longueur de 2,75 mètres. La salle offre également la possibilité de faire de la projection sur grands écrans. RONA en est le principal commanditaire[3].
- La Scène ING est une scène extérieure permettant d'organiser des spectacles ou des événements estivaux. Situé derrière le Centre des arts Juliette-Lassonde, entre le bâtiment et la rivière Yamaska, l'espace peut accueillir plus de cinq mille personnes. Il s'agit d'un plateau surélevé recouvert d’une structure autoportante permettant l’installation d’équipements scéniques. Le tout est relié via une passerelle au débarcadère de la Salle Desjardins et à ses équipements. ING en est le principal commanditaire[4].
- Le Jardin Groupe Sylvestre-Lafontaine est une terrasse extérieure qui fut nommée en l'honneur de l’Honorable Juge Gaétan Sylvestre, avocat à Saint-Hyacinthe de 1928 à 1958 et Juge à la Cour Supérieure de 1958 à 1959, ainsi qu'à Jacques Lafontaine, notaire à Saint-Hyacinthe de 1939 à 1986 et maire de la Ville de Saint-Hyacinthe de 1958 à 1968. Le jardin devrait accueillir éventuellement une série de sculptures conçues par des artistes professionnels régionaux[5].
- La Terrasse Le Courrier est située au deuxième étage du Centre des arts et est visible de la rue. Nommée en l’honneur du plus ancien hebdomadaire francophone d’Amérique du Nord, la terrasse arbore une sculpture de l'artiste Yves Gendreau originaire de Roxton Pond, à qui l'on doit également la décoration du métro De La Concorde à Montréal. Le Courrier de Saint-Hyacinthe en est le principal commanditaire[5].